# Gapyeong-eup
Gapyeong-eup (koreanska:가평읍) är en köping i provinsen Gyeonggi i den norra delen av Sydkorea, 55 km nordost om huvudstaden Seoul. Den är centralort i kommunen Gapyeong-gun. 